# 사라 케리건
사라 루이즈 케리건(영어: Sarah Louise Kerrigan)은 블리자드 엔터테인먼트의 게임 시리즈 스타크래프트 시리즈의 등장인물이다. 캐릭터는 크리스 멧젠과 제임스 피니가 만들었다. 사라 케리건은 스타크래프트, 스타크래프트: 브루드 워에서 Glynnis Talken Campbell, 스타크래프트 II: 자유의 날개, 스타크래프트 II: 군단의 심장, 스타크래프트 II: 공허의 유산에서는 트리샤 헬퍼, 히어로즈 오브 더 스톰에서는 버네사 마셜이 목소리를 맡았다.
케리건은 스타크래프트에서 테란 연합 유령 요원 24601로 처음 등장한다. 억압적인 테란 연합에 대항하는 혁명 단체인 코랄의 후예에 가입을 하고 부관으로 활동하던 그녀는 타소니스의 뉴 게티즈버그에서 임무를 수행하는 도중 코랄의 후예의 지도자인 아크튜러스 멩스크에게 버러져 곤충형 생물체인 저그에게 붙잡혀 감염되어 그녀를 완전히 초월체의 저그 군단의 개체로 변화시켰다. 스타크래프트: 브루드 워동안 그녀는 대전쟁이 끝날때 태사다르의 자폭으로 파괴된 초월체를 대체하고 코프룰루 구역을 지배하기 위해 군단을 지배한다.

## 캐릭터 디자인
케리건의 캐릭터는 블리자드 엔터테인먼트의 크리스 멧젠과 James Phinney가 만들었고, 외모는 멧젠이 디자인한 외모로 만들어졌다. 케리건은 원래 주요 캐릭터가 아니었고 단일 레벨에서만 나타나기 위한 캐릭터가 아니었다. 처음에는 커맨드 앤 컨커: 레드 얼럿 시리즈의 캐릭터 타냐 애덤스를 기반으로 한 케리건은 당시 토냐 하딩과의 불화에 연루된 낸시 케리건의 이름을 따서 명명되었다. 블리자드 엔터테인먼트는 사라 케리건은 일회용 캐릭터에서 시리즈의 주요 캐릭터로 설정을 변경하였다. 케리건의 별명은 "칼날 여왕"이다. 칼날 여왕은 적을 산산조각 낼 수 있도록 고안된 무기로  근접전 위주인 케리건에게 적합한 무기이다.
인터뷰에서 스타크래프트와 스타크래프트: 브루드 워의 케리건의 성우인 Glynnis Talken Campbell은 케리건이 감염된 동안 성격의 변화를 "선역에서 타락하여 악역로 가는 것"이라고 설명했으며 목소리보다는 성격의 변화에 더 가깝다고 말했다. Campbell은 '스타크래프트 II'에서 캐릭터의 목소리로 돌아가는 데 관심을 표명하고 게임 예고편에서 케리건의 목소리를 냈지만 그녀는 2009년 2월에 역할을 되찾지 않을 것이라고 확인했다. 캠벨은 예고편에서 그녀의 작업이 일종의 오디션으로 간주되었고 블리자드는 다른 방향으로 가기로 결정했다고 말했다.  Tricia Helfer는 스타크래프트 II: 자유의 날개 와 확장팩 스타크래프트 II: 군단의 심장 및 스타크래프트 II: 공허의 유산에서 케리건을 대신했다. Kerrigan의 세 번째 목소리는 크로스 오버 비디오 게임 '히어로즈 오브 더 스톰'의 버네사 마셜이었다.

### 인격
케리건의 사이오닉 능력 때문에 어렸을 때 고스트 양성 프로그램에 징집 된 케리건은 스타크래프트 매뉴얼에 평범한 삶의 기회가 주어지지 않았다고 설명되어있다. 하지만 저그에 의해 변신 한 케리건은  그녀의 억제로부터 자유로워지고 그녀의 어두운 특성에 빠져들게 된다  그녀의 자연 지능과 결합된 케리건의 태도는 케리건을 매우 잔인하고 공격적으로 만든다. 케리건은 또한 훨씬 더 육체적으로 공격능력이 늘어 근접 전투력이 늘게 되었다.

## 묘사

### 유령 요원
그녀가 감염되기 전에 케리건은 우아하고 치명적인 여성으로 묘사되며, 매우 민첩하고 운동성이 뛰어나며  옥색 눈과 보통 포니 테일로 착용하는 화려한 빨간 머리를 가지고 있다.  소설 '칼날 여왕' 은 그녀의 얼굴이 너무 강해서 아름답다고 분류 할 수 없지만 그녀의 성격에 완벽하게 어울리는 인상적이라고 묘사한다.  케리건은 고스트 요원을 위해 특별히 설계되고 개인 은폐 장치가 장착 된 몸에 꼭 맞는 환경 차폐 복을 입고다닌다. 케리건이 무장하지 않은 것은 거의 없다 케리건은 항상 최소한 전투용 단검을 장비하고 있다.

### 칼날 여왕
Error: 인용을 위한 텍스트가 제공되지 않음(또는 실제 인수에 사용된 기호와 이름 없는 매개변수)

 저그에 의한 케리건의 감염은 그녀의 외모에 대한 대대적인 변환을 의미했다. 그녀의 키, 체격 및 얼굴 특징을 유지 함에도 불구하고 그녀는 공식소설에서 얼룩덜룩 한 녹색 피부를 가지고 있고 광택있는 보호 갑피로 덮여있는 것으로 묘사된다. 케리건의 눈은 자연스러운 초록색과는 달리 밝은 노란색을 띠고 있으며 머리카락은 줄기로 변해 곤충의 다리처럼 분할 된 것으로 묘사된다.   한 쌍의 골격 날개도 그녀의 등에서 자라 났으며, 무릎 높이까지 내려가는 길쭉한 가시로 구성되어 있다.

### 예언의 진행자
케리건은 마지막 남은 젤나가인 오로스의 정수를 소비하여 젤나가의 모습을 완전히 점검하여 젤나가 형태로 올라갔다. 그녀의 피부는 표면을 따라 빛나는 불꽃과 함께 그녀의 피부가 금 금색으로 변하지 만 그녀의 체격은 그녀의 인간 형태와 비슷하다.
공허의유산 에필로그 컷신에서 유령 요원인 케리건의  이미지가 짐 레이너에게 보인다.

## 생애
원래는 UED에 소속된 유령 요원이었다. UED에서는 아크튜러스 멩스크의 아버지이자 UED의 부정 부패에 치를 떤 나머지 코랄의 독립운동을 주도하는 UED 상원의원인 앵거스 멩스크를 동료 2명과 같이 암살했다. 이 과정에서 아크튜러스 멩스크의 구족을 아크튜러스 멩스크 본인 이외에 모두 몰살시켰는데 그 중에는 나이 차이가 크게 나는 여동생인 도로시 멩스크도 포함되어 있었다.
이후 아크튜러스 멩스크에게 사로잡혀 그의 부하가 되었으며 이 과정에서 원래 아크튜러스 멩스크의 부하였던 짐 레이너의 연인이 된다.
하지만 뉴 게티스버그 사건이 벌어지고 아크튜러스 멩스크는 저그가 어마어마하게 몰려오는 뉴 게티스버그에 사라 케리건을 버려두고 탈출했다. 이에 사라 케리건은 저그에게 잡혀 저그화되었으며 이에 따라 저그로서 재탄생해 저그를 이끄는 칼날의 여왕이 되었다. 뉴 게티스버그 사건으로 인해 짐 레이너는 아크튜러스 멩스크가 이끄는 코랄의 후예를 탈퇴함과 아울러 아크튜러스 멩스크의 기함인 전투순양함 히페리온 호를 탈취해서 UED의 장교였던 맷 호너 등의 300여 명의 부하들을 이끌고 레이너 특공대를 창설했다.

## 형세

사라 케리건이 아직 인간 인 동안 고스트 슈트를 입고

### 스타 크래프트에서
Sarah Kerrigan은 게임의 첫 번째 챕터 중간에 스타 크래프트에 등장한다. 그녀와 남부군 장교 짐 레이너는 반군 반군 그룹 Sons of Korhal의 지도자 인 Arcturus Mengsk의 임무를 맡고 있으며, 집권하는 남자 남부 동맹 (Confederacy of Man)의 총재를 암살하여 안티가 프라임의 주변 식민지 세계에서 혁명을 시작한다. 이에 대응하여 남부 동맹은 곤충 형 저그 무리가 표면을 침공하기 시작하면서 행성을 봉쇄하고 멩 스크는 회의적인 케리건에게 저그를 끌어들이는 훔친 남부 동맹 기술인 psi 방출기를 설치하도록 명령하여 저그가 봉쇄를 깨도록 유도한다. 코랄의 아들들이 탈출한다. 코랄의 아들들은 남부 동맹의 수도 세계 타 소니 스를 직접 공격한다. 공격하는 동안 Mengsk는 그의 장교들과상의하지 않고 psi 방출기를 사용하여 저그에 의한 행성의 완전한 파괴를 보장한다. 저그는 계속해서 저그의 발전과 정복을 막으려는 사이 오닉 외계인 종족 인 프로토스의 공격을 받는다. 케리건은 Protoss가 저그 난동을 방해하는 것을 막기 위해 병력 분리와 함께 보내졌지만 그녀의 위치는 저그에 의해 압도 당하고 Mengsk에 의해 버려진다. 그녀는 결국 탄약이 부족한 후 감염으로 체포되었다. 레이너가 혐오스러운 멩 스크를 버리자 케리건은 죽은 것으로 추정된다.
그러나 케리건은 멸망하지 않으며, 두 번째 챕터가 시작될 때 플레이어는 저그 하이브 정신 인 Overmind가 자신의 가장 위대한 창조물이라고 주장하는 번데기를 보호해야 한다. 번데기는 결국 저그 세계 Char에서 부화하여 케리건이 저그 DNA에 감염되어 저그와 테란 유전학의 강력한 하이브리드가 되었다. 케리건이 잠복기 동안 던진 심령 꿈에 의해 Char에게 끌린 Raynor는 그녀를 구하려는 시도에 실패했지만 케리건이 그를 위협으로 보지 않았고 아마도 그녀가 그에 대한 지속적인 애정으로 인해 아끼지 않았다. 테란 과학 선박에 침입하여 사이 오닉 요원으로서의 훈련에서 신경 조건을 뒤집은 후 Kerrigan은 Char에서 프로토스 함대 사령관 Tassadar의 존재를 감지 할 수 있다. 태사 다르는 동료 제라툴 이 저그가 익숙하지 않은 사이 오닉 에너지로 저그 사령관 중 한 명인 자즈를 암살 할만큼 오랫동안 케리건의 주의를 돌린다. 이로 인해 제라툴과 초월 체 사이에 일시적인 정신적 연결이 생겨 제라툴의 기억과이 순간적인 접촉을 통해 프로토스의 고향 인 아이어를 찾는다. 케리건은 Tassadar와 Zeratul을 사냥하기 위해 Char의 뒤에 남아 있지만 Overmind는 침략에서 Zerg Swarm의 대부분을 즉시 시작한다.

### 스타크래프트: 브루드 워
스타크래프트의 결론에 태사다르의 손에서 초월체의 죽음을 계기로 '브루드 워' (1998), 케리건은 저그 하이브 마음에서 그녀의 독립을 회복하고 유일한되기 위해 그녀의 노력을 바친다 저그 무리의 지도자. 그녀는 네라짐 프로토스의 거주지 샤쿠라스를 침공한다. 거기서 그녀는 제라툴과 프로토스에게 차 행성에서 성장하는 새로운 초월 체를 알려주고, 목표에 맞서 경쟁하는 저그 군대를 파괴하도록 조종한다. 그녀는 또한 새로 도착한 지구 집정 연합 군대에 잠입해 지구 집정 연합의 계획(저그를 노예화하고 은하계를 장악하려는 것)을 방해하려는 것으로 보이는 감염된 사미르 듀란과 동맹을 맺는다. 그러나 지구 집정 연합은 새로운 미성숙한 초월체를 점령하는 데 성공했다. 케리건은 지구 집정 연합의 위협을 이용하여 아크튜러스 멩스크의 테란 자치령, 짐 레이너와 레이너 특공대, 프로토스 제국과 동맹을 맺고 지구 집정 연합과의 전쟁을 선포한다. 그러나 케리건은 동맹을 빠르게 배신하고 레이너 특공대, 테란 자치령, 프로토스 제국을 공격하여 테란 자치령의 제독 에드먼드 듀크가 죽고 칼라이 기사단의 일원인 피닉스가 죽는 등의 큰 피해를 입힌다. 사미르 듀란과 함께 케리건은 샤쿠라스로 돌아와 네라짐 프로토스의 대모 라자갈을 납치하고 그녀를 사용하여 암흑 정무관 제라툴을 협박하여 미성숙한 초월체를 죽이고 저그 군단은 케리건의 손아귀로 넘어갔다. 이 무렵 그녀는 여왕으로서의 저그 군단을 지배하기 시작한다. 제라툴은 라자갈을 구하려고 하지만 케리건의 사이오닉 세뇌로 그녀의 마음이 파괴되었다는 사실을 깨닫고 그녀를 죽인다. 그의 행동에 놀란 케리건은 그를 살려준다. 얼마 지나지 않아 차에 프로토스 제국 함대, 지구 집정 연합 침략군의 잔재, 멩스크가 지휘하는 테란 자치령 의해 공격받는다.

### 스타크래프트 II: 자유의 날개
케리건이 스타크래프트 II : 자유의 날개로 돌아 왔다. 블리즈컨 2007에서 크리스 멧젠(Chris Metzen)은 Brood War 이후 몇 년 동안 께리건이 Char로 이주하여 대부분의 저그를 철수했으며 이후 조용하다고 설명했다. 그녀는 모든 적을 제거할 수 있는 힘을 가지고 있지만 그렇지 않아서이 분야에 긴장된 평화 상태를 만든다. Metzen은 또한 Kerrigan에 인류가 남아 있는지 또는 현재 상태에서 구원받을 수 없는지 탐구하는 데 관심을 나타냈다. 그는 케리건의 철수는 듀란에 대한 의혹과는 거의 관련이 없다고 밝혔다. 듀란은 브루드 워가 끝날 무렵에 프로토스 / 저그 하이브리드를 만드는 비밀 실험을 수행하고 있는 것으로 드러났다. 그녀는 그에 대해 많이 알지 못하지만 브루드 워 이후에 그의 동기를 둘러싼 퍼즐을 맞추기 시작했다. BlizzCon 2008에서 케리건은 영화 예고편에 두 번의 짧은 출연을 했다. 하나는 비디오로 캡처 된 Terran 도시에 대한 공격과 제라툴이 고대 룬을 연구하던 일련의 동굴에서 다시 한 번 나타난다. 후자에서 케리건은 그녀가 그의 도착을 기다리고 있음을 의미한다.

짐 레이너의 품에 안긴 케리건이 다시 인간의 모습을 하고 있다. 저그 변형은 그녀의 머리카락에 결과를 남겼다.

스타크래프트 II에서 케리건은 Terran Dominion 식민지에 대한 공격을 시작한다. 처음에는 그녀의 동기가 복수 인 것처럼 보였지만, 나중에는 그녀가 강력한 힘의 젤 나가 유물을 추구하고 있다는 사실이 밝혀졌다. 우연히도, 이것들은 Jim Raynor가 최근에 해방 된 친구 Tychus Findlay와 그의 후원자 인 Moebius 재단의 요청에 따라 추구하는 것과 동일한 유물이다. 레이너의 군대와 케리건은이 추격 과정에서 끊임없이 머리를 부딪히며, 케리건은 이제 그녀의 트레이드 마크인 오만함과 권력에 대한 굶주림을 보여준다. 레이너는 곧 아크투루스 멩 스크의 아들 발레리 안 멩 스크와 뫼비우스 재단 뒤의 진짜 얼굴로부터 그가 추구해온 젤 나가 유물이 함께 모이면 케리건을 인간의 모습으로 되돌릴 힘이 있다는 것을 곧 알게돠다. 어느 순간, 제라툴이 레이너의 배에 갑자기 나타나서 그의 최근 모험의 추억이 담긴 수정을 그에게 건네쥬다. 크리스탈 연대기의 기억은 레이너가 고대 젤 나가 예언의 진실을 발견하도록 촉구했다. 이 퀘스트는 그 과정에서 케리건을 여러 번 만나게하는 퀘스트이다. 레이너는 이러한 기억을 통해 케리건이 죽지 않도록하는 것이 얼마나 중요한지 알게된다. 케리건이 프로토스-저그 하이브리드와의 다가오는 전투에서 승리하기 위해 선택된 사람이기 때문이다. 제라툴의 수정을 통해 레이너는 케리건이없는 미래에 대한 비전을 부여 받았다. 테란이 소멸 된 직후 프로토스가 멸종되는 곳이다. 이 비전을 본 후 Raynor는 Dominion 세력과 협력하여 Char에 침공하여 행성의 저그 세력을 제거한다. 젤 나가 유물은 저그 감염을 지구에서 깨끗이 닦아내는 에너지 폭발을 방출란다. 레이너와 핀들 레이가 폐허에서 케리건을 찾았을 때, 그녀는 머리카락 만 저그처럼 남아있는 상태에서 대부분 인간의 모습으로 돌아온 것으로 밝혀졌다. 그러나 레이너는 악튜러스 멩 스크로 밝혀진 그의 "혜택 인"의 명령에 따라 케리건을 암살하려 할 때 핀들 레이를 강제로 죽여야한다. 레이너는 약해진 케리건을 폐허가 된 전장에서 안전하게 운반한다.

### '스타 크래프트 II: 군단의 심장'
그녀의 다음 등장은 스타크래프트 II : 군단의 심장'에서 그녀가 중심 캐릭터이며 그녀의 더 많은 운명과 저그 무리에 대한 이야기를 들려준다. 다시 한번 인간 인 케리건은 레이너가 발레리 안 멩 스크가 운영하는 비밀 연구 시설로 데려와 칼날 여왕 시절부터 저그를 제어하는 기술이 얼마나 남아 있는지 확인한다. 그러나이 시설은 도미니언 세력의 공격을 받고 케리건과 발레리 안이 탈출하는 동안 레이너는 갇혀 있었다. 그를 찾기 위해 돌아온 케리건은 멩 스크가 체포되어 처형되었다는 발표를 듣는다. 멩 스크에 대한 복수를 하기 위해 케리건은 자신의 통제하에 있는 저그 무리를 재결합하기 위해 해당 구역을 여행하는 동안 제라툴에게 접근한다. 제라툴은 원시 저그가 끊임없이 진화하고있는 저그의 원래 고향 인 제 러스로 여행하라고 그녀에게 말한다. 처음에는 꺼려했던 케리건은 제라툴이 복수 계획을 진행할 수 있는 충분한 힘을 얻을 수 있다고 말한 후 확신한다. Zerus에서 케리건은 Amon이 Zerus에서 저그의 상당 부분을 훔쳐서 하나의 최우선 의지에 묶어 저그와 프로토스를 모두 파괴하고 자신의 이미지로 삶을 재창조하려는 계획의 일부로 Amon의 노예가되었음을 알게 된다. 케리건은 첫 번째 저그 스폰 풀에 있는 번데기에 들어가서 다시 원시 여왕의 칼날로 변신한다. 그녀는 또한 Amon의 느린 오염이 브루드 워 동안 저지른 범죄에 부분적으로 책임이 있음을 알고 있다. Mengsk는 케리건과 연락하여 Raynor가 죽지 않았지만 대신 인질로 잡혀서 Dominion과 전쟁을 벌이면 그를 죽이겠다고 위협한다. Valerian과 Raynor 's Raiders의 도움으로 Kerrigan은 Raynor를 구출했지만, 회복하기 위해 열심히 일한 인간 자아를 포기한 것에 대해 거부 당ㅅ냐다. 이제 다시 한번 저그 군단을 완전히 장악 한 케리건은 멩 스크를 무 찌르기 위해 도미니언의 메인 세계인 코할을 공격한다. 발레리 안은 그녀에게 민간인 대피를 허용하도록 설득한다. 그 결과 레이너와 그의 침입자들은 황궁에 대한 그녀의 공격을 강화한다. 멩 스크와 얼굴을 맞대고 케리건은 레이너가 그것을 비활성화하기 전에 젤 나가 유물에 거의 죽을 뻔했다. 케리건은 멩 스크를 죽이고 레이너에게 작별 인사를 하여 "그들이 직면 할 가장 큰 전투"를 위해 무리를 준비한다.

### '스타크래프트 II: 공허의 유산에서'
공허 의 유산 사태가 진행되는 동안 케리건은 아르타 니스와 동맹을 맺고 젤 나가 "고향"울 나르를 조사한다.이 두 사람은 사실 거대한 우주 정거장임을 발견했다. Artanis가 Protoss의 고향 인 Aiur를 되찾은 후, 케리건은 Raynor와 Artanis에게 사이 오닉 전화를 보낸다. 그녀는 Amon을 영구적으로 물리 칠 동맹을 제안한다. Terran Dominion, Zerg Swarm 및 Protoss Dae'laam의 합동 세력이 공허를 공격하는 동안 케리건에 대한 Zeratul의 예언의 전체 맥락이 명확 해졌다. 동료 젤 나가 만이 아몬을 죽일 수 있고, 케리건 만이 그 상태로 올라갈 수 있다. 나머지 공동 함대와 함께 Kerrigan은 공허에서 그녀의 심령 반발 동안 Amon을 성공적으로 죽였다.
게임의 최종 컷 신은 2년 후 설정된다. Raynor는 Mar Sara 행성의 술집에 홀로 있다. 추가 설명없이 케리건은 초점이 맞지 않는 배경에 인간의 모습과 유령 갑옷으로 나타난다. 그녀는 Jim에게 떠날 준비가되었는지 물어 보면 "이제 시간이 됐다."라고 유쾌하게 대답한다. 화면이 하얗게 변하면서 Jim이 그녀에게 다가오는 것이 보인다. 케리건이 언급되지 않았지만 Raynor가 다시는 들리지 않는다는 텍스트가 화면에 나타난다.

### '히어로즈 오브 더 스톰에서'
Kerrigan은 Blizzard의 비 캐논 크로스 오버 비디오 게임 '히어로즈 오브 더 스톰'에서 플레이어 캐릭터로 등장한다.

### 소설
케리건은 첫 번째 스타 크래프트 게임 이전에 자신의 배경 이야기를 크게 확장 한 여러 스타 크래프트 소설에 등장한다. 소설 Uprising 은 어린 시절부터 고스트 암살자로 케리건의 훈련을 묘사하며, 그녀는 그녀의 남부 조련사 인 Rumm 중위로부터 격렬한 심리적 학대를 당한다. 그녀가 어린 소녀였을 때, 그녀의 힘과 관련된 사고로 어머니를 죽이고 아버지를 식물 상태로 만든다. 결과적으로 케리건은 그녀의 사이 오닉 능력을 사용하는 것을 두려워하고  아버지를 죽이겠다고 위협하더라도 그녀의 힘을 보여 달라는 Rumm의 요구를 거부한다. 케리건은 결국 정신 이식 장치로 정복되어 아크 튜 러스 멩 스크에 의해 구출 될 때까지 최고의 남부 동맹 암살자로 사용된다. 소설 리버티 성전 및 블레이드 퀸 각각 에피소드 I 및 II에서의 스타 크래프트 케리건의 행동에 대한 novelisations을 제공한다. Liberty 's Crusade는 Jim Raynor와 Kerrigan 간의 묵시적 관계를 발전시키고  Queen of Blades는 Kerrigan의 저그에 의한 완전한 변신, 그녀의 억제와 도덕성 제거, 그리고 이전 사랑 인 Raynor에 미치는 영향을 보여준다.
또한 케리건은 '스타크래프트' 와 Brood War 사이를 배경으로하는 Gabriel Mesta의 'Shadow of the Xel naga'에 잠깐 등장한다. 여기서 그녀는 독립 식민지 세계 Bhekar Ro에서 Xel'naga 유물을 확보하려고 시도하지만 군대를 제거하면 실패한다. 케리건은 스타 크래프트 II 의 선구자 역할을 하는 3부작인 'The Dark Templar Saga' 의 두 번째 소설인 'Shadow Hunters' 에서도 볼 수 있다. 첫 번째 소설의 끝에서 주인공 제이크 램지에 의해 결합 된 인간 정신의 결합을 감지 한 케리건은 저그 군대를 그 위치로 보내 Dominion이 자금을 지원하는 암시장 인 Ethan Stewart의 반쯤 죽은 시체를 감염시킨다. 공격이 수년간 저그의 첫 번째 활동이기 때문에 무심코 악튜러스 멩 스크의 의혹을 불러 일으키고, 그에 대한 동기가 무엇인지 궁금해한다.

## 수신
케리건은 비평가들로부터 긍정적인 평가를 받았다. IGN의 스타 크래프트 리뷰는 스토리를 통해 케리건 캐릭터의 진화에 주목했다. Kerrigan은 2007년 Tom 's Games에서 비디오 게임 역사상 가장 위대한 여성 캐릭터 50 명 중 한 명으로 선정되었으며, 그녀의 성격은 "역사상 가장 놀랍도록 복잡하고 기억에 남는 캐릭터"에 해당한다고 설명했다. 2012년에는 UGO 엔터테인먼트에서 올해의 23번째 "가장 인기있는" 가상 여성으로 선정되었다. 2010 스파이크 비디오 게임 어워드에서 Tricia Helfer는 StarCraft II : Wings of Liberty에서 케리건의 목소리로 "인간 여성의 최고 성능"을 수상했다.
수많은 비디오 게임 기자들이 케리건을 게임 최고의 악당으로 꼽았다. 2010년 GameSpot 여론 조사에서 그녀를 역대 최고의 비디오 게임 악당으로 꼽았고 2012년 Complex의 Hanuman Welch는 그녀를 비디오 게임에서 가장 사악한 여성으로 여겼다. 2013년 Game Informer의 Liz Lanier는 케리건을 비디오 게임의 10대 여성 악당에 포함시켜 "케리건은 오해를 받는 만큼 잔인하다. 한때 숙련 된 심령 테란이었지만 저그에게 포획 된 그녀는 칼날 여왕으로 변신한다. 무자비하고 공감할 수 있는 희귀 한 능력을 가진 무리의 지도자는 잊을 수없는 악당이다. "
케리건은 장난감과 미니어처 조각상을 포함한 수많은 스타 크래프트 상품에 등장한다. 케리건의 감염된 외모의 복잡성으로 인해 그녀는 시도가 칭찬을 받았지만 코스프레에 특히 어려운 캐릭터로 언급된다. Dwight Schrute는 <i id="mwATY">The Office</i> 의 시즌 8 에피소드에서 할로윈 파티를 위해 케리건으로 분장한다.